# Baylisascaris procyonis
Espèce
Baylisascaris procyonis, communément appelé « ascaris du raton laveur », est un nématode qui est omniprésent chez les ratons laveurs et dont les larves causent la toxocarose chez les hôtes intermédiaires par lesquels elles migrent. L'infection de l'homme par ce parasite est une anthropozoonose rare mais fort dangereuse, car la larve du parasite peut passer dans le cerveau et causer des dommages. La crainte de cette infection de l'homme a augmenté au fil des ans parce que l'urbanisation des régions rurales augmente la proximité des ratons laveurs et la possibilité d'interaction entre eux et l'homme.

## Transmission
En Amérique du Nord, le taux d'infection des ratons laveurs par B. procyonis est très élevé : il est d'environ 70 % chez les adultes et de 90 % chez les jeunes. La transmission se produit de façon semblable à celle des autres nématodes, par la voie fécale et orale. Les œufs sont produits par le ver dans l'intestin et, une fois excrétés, parviennent à un stade infectieux dans le sol. Lorsque l'œuf infectieux est ingéré, la larve éclot et entre dans l'intestin. La transmission de B. procyonis peut aussi se produire par l'ingestion de tissus infectés de larves.

## Épidémiologie
B. procyonis se trouve abondamment chez son hôte définitif, le raton laveur. On a constaté que ce parasite était capable d'infecter plus de 90 sortes d'animaux sauvages et domestiques. Nombre de ces derniers servent d'hôtes intermédiaires, et l'infection permet aux larves de percer la paroi abdominale pour envahir les tissus de l'hôte et causer de graves maladies. Chez les animaux, elle est la cause la plus courante de larva migrans. Le raton laveur joue un rôle important dans le cycle de vie de la maladie. C'est un animal solitaire, mais il défèque souvent dans des sites préférentiels appelés latrines. Ces latrines sont une source abondante d'œufs de B. procyonis, qui demeurent viables plusieurs années. Le raton laveur est donc important pour la sauvegarde du parasite et représente une source d'infection pour l'homme et d'autres animaux.

## Cycle de vie

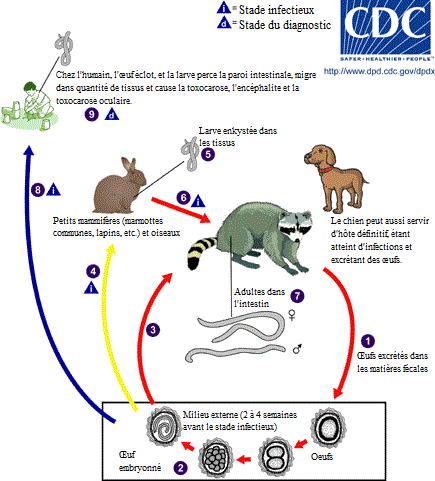
Cycle de vie du Baylisascaris proscyonis

Le ver adulte, ver allongé de 12 (mâle) à 23 (femelle) cm de long, effilé aux extrémités, qui ressemble beaucoup à l'ascaris du chien, vit et se reproduit dans l'intestin de son hôte définitif, le raton laveur. La femelle peut pondre de 115 000 à 179 000 œufs par jour. Ils sont excrétés dans les matières fécales et deviennent infectieux dans le sol après deux à quatre semaines. S'ils sont ingérés par un autre raton laveur, le cycle de vie se répète ; mais s'ils le sont par un hôte intermédiaire (un petit mammifère ou un oiseau), les larves de B. procyonis percent la paroi intestinale et migrent dans les tissus de l'hôte. Elles ont tendance à migrer jusqu'au cerveau, causent des dommages et altèrent le comportement de l'hôte intermédiaire, ce qui en fait une proie plus facile pour le raton laveur. Le nématode ne se reproduit pas dans l'hôte intermédiaire (le chien a toutefois été reconnu pour être un porteur occasionnel de vers fertiles), mais si le raton laveur fait sa proie de cet hôte, les larves enkystées peuvent alors atteindre le stade adulte, et le cycle reprend.

## Infection de l'homme
La possibilité d'une infection de l'homme est signalée par Paul C. Beaver en 1969 à la suite de l'étude de souris infectées, et le premier cas d'infection est signalé 15 ans plus tard. L'infection de l'homme par B. procyonis est relativement rare : on n'a signalé qu'environ 13 cas depuis 1980. Cependant, la maladie causée par ce parasite peut être extrêmement dangereuse et causer de graves symptômes, voire la mort. Les cas signalés de maladie étaient surtout des enfants, et presque tous résultaient de l'ingestion de sol ou d'excréments contaminés. Sur ces 13 cas, 5 ont été mortels, et les autres se sont soldés par de graves séquelles neurologiques. Le pronostic est sombre même en cas de traitement. Les anthelminthiques courants sont efficaces contre les vers adultes vivant dans l'intestin, mais sont moins efficaces contre les larves en migration. Des études sur animaux ont montré que le traitement est plus efficace avant que les larves n'atteignent le cerveau, mais la migration vers ce dernier se produit déjà trois jours après l'ingestion, ce qui réduit de beaucoup les chances de succès d'un traitement.

## Menace de bioterrorisme
B. procyonis est un nématode préoccupant, car il pourrait servir d'agent de bioterrorisme. Le fait que ses œufs sont faciles à acquérir, capables de vivre plusieurs années et extrêmement résistants à la chaleur et à de nombreux désinfectants et qu'ils causent chez l'homme de graves infections dont les traitements possibles sont peu efficaces pourrait en faire une arme dangereuse.